# Rateče
Rateče [ˈratɛtʃɛ] (italienisch Racchia, deutsch Ratschach) ist ein Ort in Slowenien.

## Geographie

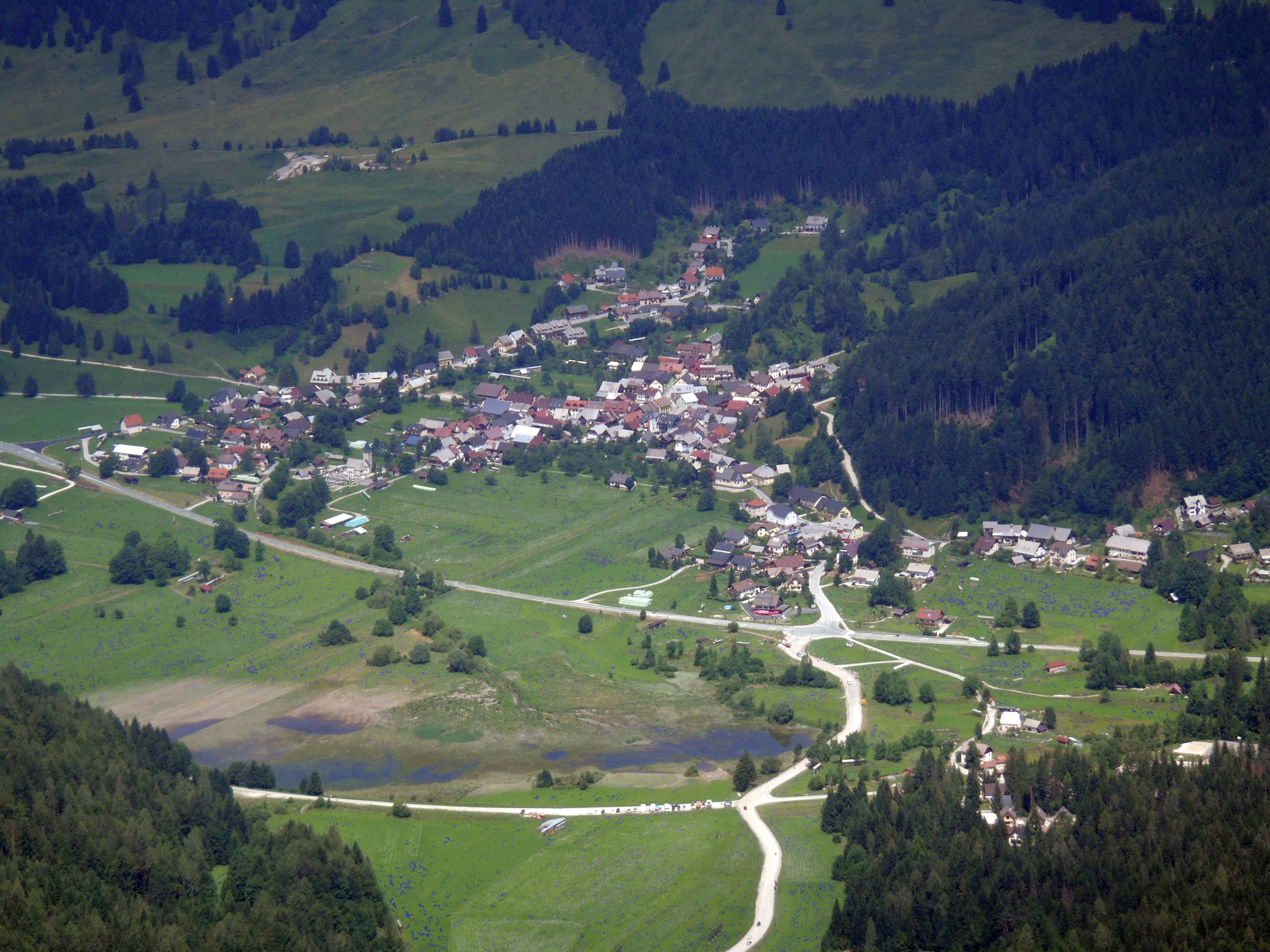
Blick auf Rateče vom Berg Ciprnik aus

Rateče liegt am Dreiländereck mit Italien und Österreich im Savetal zwischen dem im Süden gelegenen schroffen Gebirgszug der Julischen Alpen und den sanfteren Karawanken im Norden. Die Talung ist der Rateče-Sattel (Ratschacher Sattel, Valico di Fusine). Der Ort befindet sich am Nordhang, am Fuß des Dreiländerecks (Monte Forno, Peč, 1508 m ü. A.), auf 870 m über dem Meeresspiegel. Südlich erhebt sich der mehrgipfelige Grat der Ponce (Visoka Ponca/Ponza Grande 2274 m).
Der Ort ist Teil der Gemeinde Kranjska Gora und zählt etwa 700 Einwohner.
Ortsteile:
- Planica (deutsch Ratschach-Matten), das südwärtige Seitental, mit Tamar

Nachbarorte:
|                                                               | Seltschach (Gem. Arnoldstein, Bez. Villach-Ld., Ktn., AT) (Karawanken) |          |
| Fusine in Valromana (Gem. Tarvisio, Friaul-Jul. Venetien, IT) | Kompassrose, die auf Nachbargemeinden zeigt                            | Podkoren |
|                                                               | Planica                                                                |          |

## Geschichte
Vermutlich entstand in Rateče in der 2. Hälfte des 14. Jahrhunderts die Handschrift von Rateče (aufbewahrt in Klagenfurt), eine Sammlung von Gebetsformeln in slowenischer Sprache. Die örtliche Mundart wird, als einzige in der Krain, dem Kärntnerischen zugeordnet (vgl.: Slowenische Mundarten).
Bis zum Ende des Habsburgerreichs gehörte der Ort zum Kronland Krain, wobei Rateče eine selbständige Gemeinde im Gerichtsbezirk Kronau (politischer Bezirk Radmannsdorf) bildete.
Die Bevölkerung lebt seit dem späteren 20. Jahrhundert hauptsächlich vom Tourismus.

## Wintersport
Der Ortsteil Planica (deutsch Ratschach-Matten) ist ein Zentrum für Wintersport, vor allem für das Skispringen. Neben der Großschanze Bloudkova Velikanka befindet sich hier die Skiflug-Schanze Letalnica bratov Gorišek, auf der zahlreiche Weltrekorde aufgestellt wurden. Der Abschluss des Skisprung-Weltcups findet traditionell hier statt.

## Kultur und Sehenswürdigkeiten
Im Ost-Teil des Ortes liegt die Pfarrkirche Heiliger Geist mit spätgotischem Presbyterium (ursprüngliche Kapelle von 1520). Weiter westlich liegt die Friedhofskirche Sankt Thomas mit einem Glockenturm aus dem 14. Jahrhundert und einer Glocke von 1521. Innen befinden sich ein Kreuzweg (L. Layer) und die Reste gotischer Wandmalerei (Meister von Zirivnica).
Sehenswert ist auch der Nadiža-Wasserfall (Izvir Nadiža) an der Ponce (2242 m ü. A.), das erste Erscheinen der Sava Dolinka. Gegen Podkoren liegt dann der See Zelenci mit dem Quellwasserfall Izvir Save als eigentliche Quelle. Südlich des Ortes bildet sich manchmal der episodische See Ledine (Ratschacher See). Er ist im Winter zum Eislaufen geeignet. Direkt hinter dem Wintersportgebiet Planica beginnt der Triglav-Nationalpark.

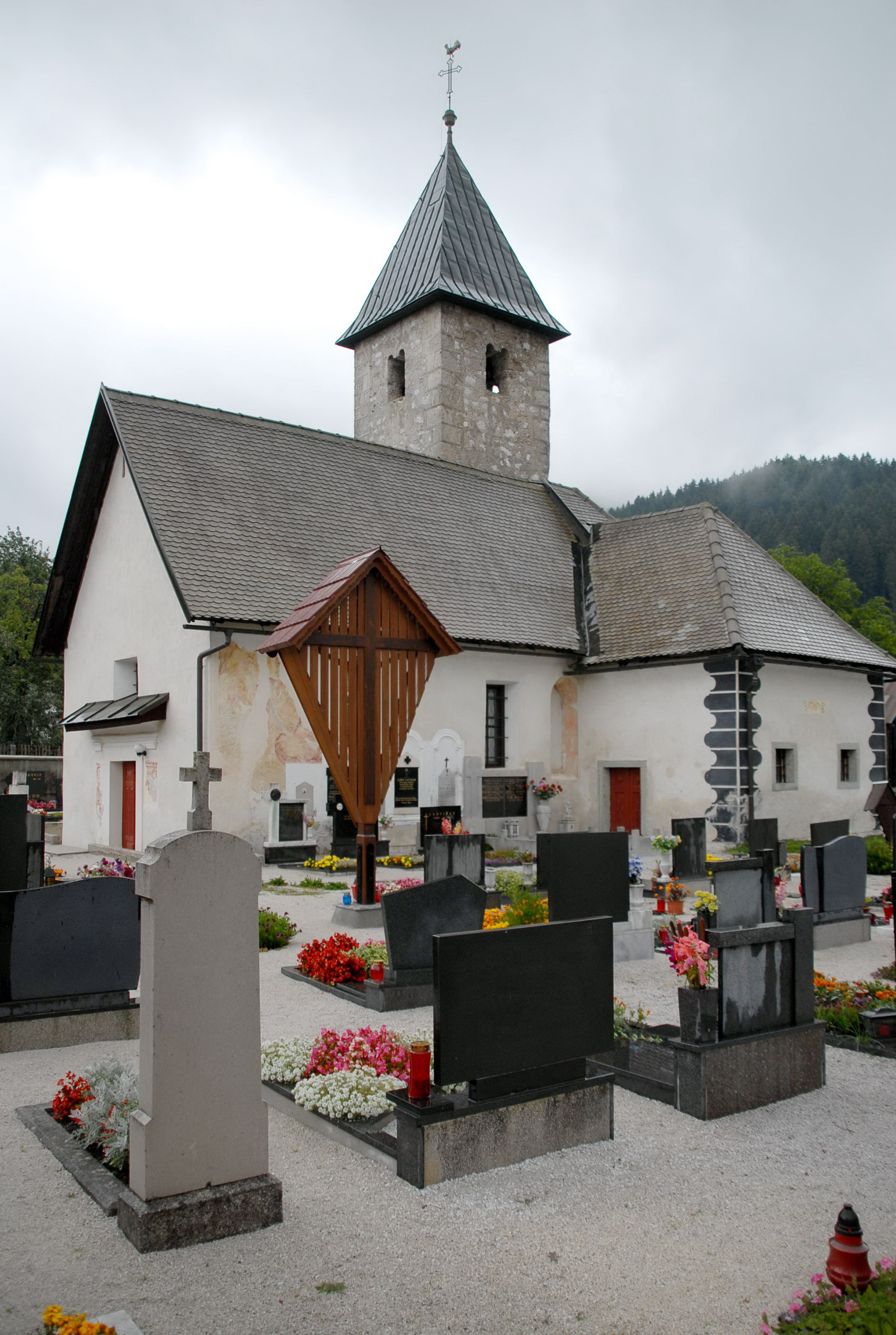
Friedhofskirche Sankt Thomas in Rateče
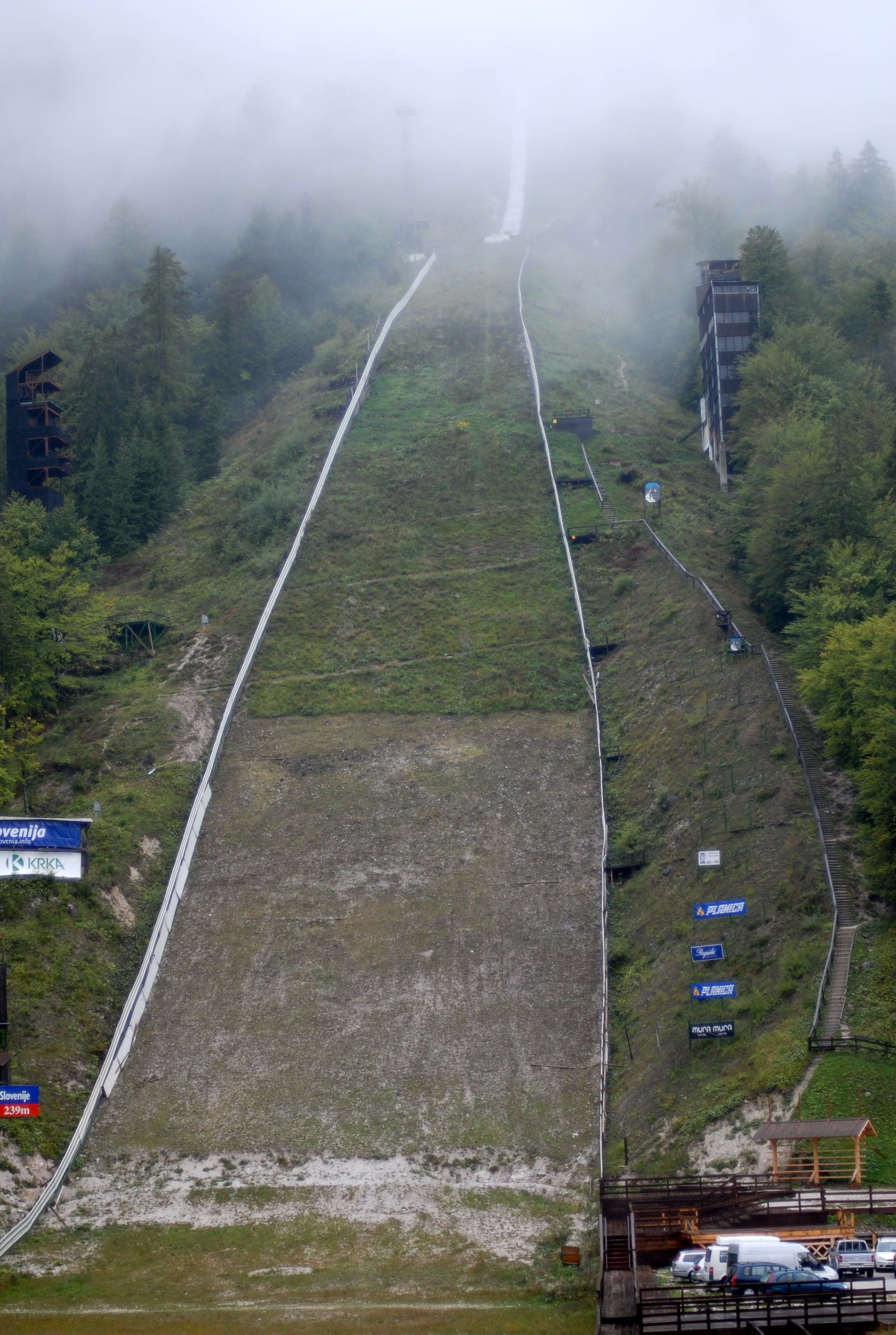
Ski-Flugschanze in Planica